# La scomparsa di Aimée
La scomparsa di Aimée (The Disappearance of Aimée) è un film per la televisione del 1976, diretto da Anthony Harvey.

## Trama
Il film ripercorre la biografia di Aimee Semple McPherson, evangelista cristiana misteriosamente scomparsa nel 1926 da una spiaggia di Venice Beach, nei pressi di Los Angeles. La polizia ipotizzò un annegamento, ma la donna dopo due mesi ricomparve a Sonora, in Messico, affermando di esser stata vittima di un rapimento. Da subito si sospettò che la donna avesse organizzato la sua scomparsa per fuggire con un uomo sposato, e il caso suscitò una forte indignazione tra l'opinione pubblica, a cui seguì una lunga e tortuosa vicenda giudiziaria.